# El sistema solar (documental)
El sistema solar es una serie documental, producción de Decacine, en la cual se explica el sistema solar.  Actualmente existen dos temporadas, y se planea hacer una tercera.[cita requerida] La producción se estrenó el 25 de agosto de 2009 en Decacine, inició con el episodio de la Vía Láctea, la producción es de categoría educativa y es apto para todas las personas, anteriormente se planeaba solo para público escolar, pero debido a que la producción de El sistema solar es más serio, se generó para adultos y todo público. El sistema solar trata de profundizar los componentes de la Vía Láctea, más que todo el sistema solar, primero sobre el Sol y luego los planetas, seguirá con los asteroides, cometas, etc. Principalmente explica la textura de los planetas, la rotación, su composición, su atmósfera y muchas características más.

## Empresas
Decacine inició El sistema solar sola, pero en la tercera temporada ayudarán dos empresas más: EAD (Estudios Astronómicos de Decacine)

## Argumento
La serie trata sobre un documental educativo. Inicia con el episodio de La Vía Láctea mostrando que se puede observar desde la Tierra, sus características básicas y cosas esenciales.

## Episodios
La serie empieza con la galaxia Vía Láctea, luego con los planetas desde el más cercano al Sol hasta el más lejano.

## 1ª Temporada
| # Temp. | # Serie | Título Original Título en Latinoamérica Título en España | Estreno en Latinoamérica | Estreno en USA          |
| ------- | ------- | -------------------------------------------------------- | ------------------------ | ----------------------- |
| 1       | 1       | «La Vía Láctea»                                          | 25 de agosto de 2009     | 1 de septiembre de 2009 |
| 2       | 2       | «Galaxias»                                               | 27 de agosto de 2009     | 2 de septiembre de 2009 |
| 3       | 3       | «El sistema solar»                                       | 1 de septiembre de 2009  | TBA                     |
| 4       | 4       | «El Sol (parte 1)»                                       | 2 de septiembre de 2009  | 3 de abril de 2010      |
| 5       | 5       | «El Sol (parte 2)»                                       | 7 de diciembre de 2009   | 5 de abril de 2010      |

## 2ª temporada
| # Temp. | # Serie | Título Original Título en Latinoamérica Título en España | Estreno en Latinoamérica | Estreno en Livestream    |
| ------- | ------- | -------------------------------------------------------- | ------------------------ | ------------------------ |
| 1       | 6       | «Mercurio»                                               | 14 de diciembre de 2009  | 1 de diciembre de 2009   |
| 2       | 7       | «Venus»                                                  | 16 de diciembre de 2009  | 8 de diciembre de 2009   |
| 3       | 8       | «La Tierra ( parte 1 )»                                  | 29 de marzo de 2010      | 15 de diciembre de 2009  |
| 4       | 9       | «La Tierra ( parte 2 )»                                  | 29 de marzo de 2010      | 22 de diciembre de 2009  |
| 5       | 10      | «Marte»                                                  | 30 de marzo de 2010      | 29 de diciembre de 2009  |
| 6       | 11      | «Júpiter»                                                | 1 de octubre de 2010     | 30 de septiembre de 2010 |
| 7       | 12      | «Saturno»                                                | 16 de octubre de 2010    | 1 de octubre de 2010     |
| 8       | 13      | «Urano»                                                  | 5 de noviembre de 2010   | 2 de diciembre de 2010   |
| 9       | 14      | «Neptuno»                                                | 6 de noviembre de 2010   | 3 de diciembre de 2010   |

## 3ª temporada
| # Temp. | # Serie | Título Original Título en Latinoamérica Título en España | Livestream | Estreno en Latinoamérica |
| ------- | ------- | -------------------------------------------------------- | ---------- | ------------------------ |
| 1       | 15      | «Plutón el planeta enano»                                | TBA        | 2011                     |